# Francesc de Papiol i Padró
Francesc de Papiol i Padró   (Vilanova i la Geltrú, 10 de maig de 1750 - 2 d'agost de 1817) fou un advocat i terratinent, persona de gran cultura i erudició.

## Biografia
Cursà els estudis a les Escoles Pies d'Igualada i la carrera de lleis a la Universitat de Cervera, obtenint el títol d'Advocat dels Reales Consejos. Durant la Guerra Gran contra la França de la Revolució fou designat ajudant del general en cap de l'exèrcit de l'Empordà. Va pertànyer a la Societat Econòmica d'Amics del País de Tarragona. El 1790 fou l'encarregat de respondre el qüestionari de Francisco de Zamora, Reial Oïdor de l'Audiència del Principat, referent a Vilanova i la Geltrú. El març de 1809, durant la guerra del Francès, fou pres per ostatge durant deu dies per les tropes franceses.
Va ser elegit diputat a les Corts de Cadis pel principat de Catalunya el 24 de febrer de 1810 a l'aula capitular de Tarragona, segons la instrucció de l'1 de gener. El 25 de febrer se li atorgà poder, i va ser aprovat pel Consell de Regència el 18 de setembre de 1810. Va jurar i prendre possessió del càrrec el dia 24. Les Corts van acordar que tingués una menció honorífica al seu favor en l'acta corresponent, ja que va fer donació de 2.000 reals al comandant d'una de les partides patriòtiques de Navarra, Juan Miguel Galduroz, capellà de Valcarlos, que va recaptar-ne en total 6.500 reals.
Declarat com un absolutista que sempre va mantenir els seus principis tradicionals, va romandre en totes les situacions controvertides amb els seus correligionaris polítics. Va votar a favor de la sobirania nacional i va signar, conjuntament amb altres diputats catalans, una al·legació a favor de la Inquisició, ja que considerava el decret de Napoleó que la va abolir com un presagi del tolerantisme a Espanya. Va ser un dels firmants de la Constitució de Cadis de 1812, i va tornar a ser diputat suplent a les Corts Ordinàries de 1813.
A finals del segle xviii (1790-1801), va fer construir a sobre d'un antic hort familiar la seva casa pairal de Vilanova i la Geltrú. En morir sense descendència, el patrimoni familiar passà a mans de la seva germana Lluïsa, casada amb Manuel Torrents i Fals, i d'aquesta manera, la casa passà a mans d'aquesta família. El 1959, la Diputació de Barcelona adquirí la propietat i tot el mobiliari i hi instal·là el Museu Romàntic Provincial Can Papiol.